# 蔡沛華
蔡沛華（MH，1957年—），香港護士及院牧，2016年立法會選舉衛生服務界功能界別候選人，但只得9,430票，以5,791票差距敗給競逐連任的獨立候選人李國麟。

## 生平
蔡沛華在1983年入職瑪嘉烈醫院護士，1997年升任急症室部門運作經理，2011年至2017年1月出任九龍西醫院聯網護理總經理及瑪嘉烈醫院護理總經理，並在2013年兼任北大嶼山醫院同一職位。他也在醫療輔助隊出任人力資源副總監。

## 外部連結
- 蔡沛華的Facebook專頁